# Haugsdorf
Haugsdorf är en ort och kommun  i Österrike. Den ligger i distriktet Hollabrunn i förbundslandet Niederösterreich, 60 kilometer norr om huvudstaden Wien.  Kommunen gränsar i norr mot Tjeckien.
Kommunen består av fyra orter (Ortschaften) (inom parentes invånarantal 1 januari 2024):
- Auggenthal (311)
- Haugsdorf (870)
- Jetzelsdorf (392)
- Kleinhaugsdorf (19)